# Veragua Arriba
Veragua Arriba är en ort i Dominikanska republiken.   Den ligger i provinsen Espaillat, i den centrala delen av landet, 130 km norr om huvudstaden Santo Domingo. Veragua Arriba ligger 108 meter över havet och antalet invånare är 5 858.
Terrängen runt Veragua Arriba är huvudsakligen kuperad, men norrut är den platt. Runt Veragua Arriba är det tätbefolkat, med 257 invånare per kvadratkilometer. Närmaste större samhälle är Gaspar Hernández, 7,6 km nordost om Veragua Arriba. I omgivningarna runt Veragua Arriba växer i huvudsak städsegrön lövskog.